# Codonopsis clematidea
Codonopsis clematidea är en klockväxtart som först beskrevs av Alexander Gustav von Schrenk, och fick sitt nu gällande namn av Charles Baron Clarke. Codonopsis clematidea ingår i släktet Codonopsis, och familjen klockväxter. Inga underarter finns listade i Catalogue of Life.